# 库尔塞勒-苏沙特努瓦
库尔塞勒-苏沙特努瓦（法語：Courcelles-sous-Châtenois，法語發音：[kuʁsɛl su ʃatnwa] ⓘ，意为“沙特努瓦下方的库尔塞勒”）是法国大东部大区孚日省的一个市镇，属于讷沙托区和米尔库尔县。该市镇2009年时的人口为79人。

## 人口
库尔塞勒-苏沙特努瓦人口变化图示
| 数据来源：INSEE |